# Liste der Mitglieder des Coburger Landtags (5. Wahlperiode)
Diese Liste nennt die Mitglieder des Coburger Landtags in seiner 5. Wahlperiode (1844–1848).
Der fünfte Landtag wurde 1844 gewählt und aufgrund des Regierungswechsels am 7. August 1844 zu einem Außerordentlichen Landtag einberufen. Der Landtagsabschied datiert vom 5. Juli 1847.
Am 2. April 1848 wurde der Landtag nach der Märzrevolution zu einer außerordentlichen Sitzung einberufen. Dieser „Revolutionslandtag“ verabschiedete ein neues Wahlrecht und löste sich am 22. April 1848 auf.
| Kurie              | Gebiet           | Name                                                                             |
| ------------------ | ---------------- | -------------------------------------------------------------------------------- |
| Rittergutsbesitzer | Herzogtum Coburg | Obrist Haubold von Speßhardt                                                     |
| Rittergutsbesitzer | Herzogtum Coburg | Kammerherr und Hauptmann Otto von Steinau                                        |
| Rittergutsbesitzer | Herzogtum Coburg | Kammerherr und Ehrenstallmeister Carl von Butler                                 |
| Rittergutsbesitzer | Herzogtum Coburg | Kammerherr und Forstmeister Eduard von Donop                                     |
| Magistrat          | Coburg           | Stadtrichter Leopold Oberländer                                                  |
| Bürgerschaft       | Coburg           | Hofadvokat Ludwig Pertsch (blieb den Sitzungen fern und verstarb am 3. Mai 1842) |
| Bürgerschaft       | Coburg           | Hofadvokat Moriz Adolph Briegleb                                                 |
| Amtsbezirk         | Coburg           | Oberleutnant Friedrich Sartorius (trat am 9. Januar 1843 aus)                    |
| Amtsbezirk         | Coburg           | Gastwirt Georg Schubarth (ausgeschieden ?)                                       |
| Amtsbezirk         | Coburg           | Johann Georg Heß (nachgerückt ?)                                                 |
| Amtsbezirk         | Neustadt         | Schultheiß Johann Georg Engel                                                    |
| Amtsbezirk         | Rodach           | Ökonom Ehrhardt Florschütz                                                       |
| Amtsbezirk         | Sonnefeld        | Schultheiß Johann Stegner                                                        |
| Amtsbezirk         | Königsberg       | Gerbermeister Gottfried Sauer                                                    |

Den ständigen Ausschuss bildeten Haubold von Speßhardt, Moriz Adolph Briegleb, Leopold Oberländer, Johann Stegner und Eduard von Donop.